# Mekliganj
Mekliganj là một thành phố và khu đô thị của quận Koch Bihar thuộc bang Tây Bengal, Ấn Độ.

## Nhân khẩu
Theo điều tra dân số năm 2001 của Ấn Độ, Mekliganj có dân số 10.833 người. Phái nam chiếm 52% tổng số dân và phái nữ chiếm 48%. Mekliganj có tỷ lệ 61% biết đọc biết viết, cao hơn tỷ lệ trung bình toàn quốc là 59,5%: tỷ lệ cho phái nam là 68%, và tỷ lệ cho phái nữ là 53%. Tại Mekliganj, 14% dân số nhỏ hơn 6 tuổi.